# M12 aknavető
Az M12 egy 120 mm-es aknavető, amely az ausztriai székhelyű Hirtenberger Defence Systems (HDS) gyárt. A Hirtenbergert 2019-ben a magyar állam megvásárolta, így ez a cég lesz várhatóan a Honvédség elsődleges aknavető és aknagránát beszállítója. 2021-ben a Honvédség „vontatott 120 mm-es aknavetők beszerzését kezdeményezte”. A Hirtenberger M12-es aknavetőjéből  a magyar haderő „alacsony két számjegyű mennyiséget” szerzett be.

## Kialakítása és jellemzői
Az M12 egy teljesen „hagyományos” kialakítású 120 mm-es aknavető: amely egy vetőcsőből, egy villaállványból, valamint egy talpból áll. A könnyebb mozgatás érdekében egy egytengelyes utánfutó is tartozik hozzá, amelyről gyakorlott személyzettel 45 másodperc alatt lehet letelepíteni és tűzkésszé tenni az aknavetőt. Az aknavető tömege utánfutóval mintegy háromnegyed tonna.
Az aknavető kétféle csőhosszal készül: 1900 mm (M12–1535) és 1750 mm (M12–1385). Az elsütés történhet fix ütőszeggel vagy elsütő szerkezet segítségével. Előbbi esetben amint a cső aljára ér az aknagránát, azonnal beindulnak a kivetőtöltetek, az utóbbi esetben manuális elsütés szükséges a lövéshez. Az irányzást egy 2,6x nagyítású 9 fokos látószögű NATO szabványoknak megfelelő optikai irányzék segíti. A lőelemek kiszámításához egy kézi számítógépet és szoftvert is kínál a Hirtenberger Defence Systems.

### Lőszerek
A HDS aknavetőlőszerek széles választékát is gyártja 120 mm űrméretben.
- Repeszromboló (HE-TNT Mk.2) – csapódó és föld felett működésbe lépő közelségi gyújtóval egyaránt elérhető ez a lőszer típus. Több mint 13 000 repeszt szór szét robbanáskor, amiből 2300 legalább 0,56 g tömegű. 
 Hossza: 753 mm, tömege: 14,6 kg
- Fokozott repeszhatású repeszromboló (HE-CONFRAG Mk.3) – „60%-kal halálosabb” a gyártó szerint; 10 540 repeszt szór szét robbanáskor, amiből 3929 legalább 0,56 g tömegű. Csapódó és föld felett működésbe lépő közelségi gyújtóval egyaránt elérhető ez a lőszertípus.
  Hossza: 753 mm, tömege: 14,6 kg
- Gyakorló (PRACTICE) – ballisztikailag megegyezik a repeszromboló gránátokkal, de csak egy kis méretű jelző töltetet tartalmaz a becsapódás helyének láthatóvá tétele végett. 
 Hossza: 753 mm, tömege: 14,6 kg
- Füstfejlesztő, fehérfoszfor-töltetű (SMK-WP Mk.2) – gyors füstfüggöny fejlesztés 
 Hossza: 753 mm, tömege: 14,6 kg
- Füstfejlesztő, titán-tetraklorid-töltetű (SMK-TTC Mk.2) – nagyon gyors füstfüggöny fejlesztés 
 Hossza: 753 mm, tömege: 14,6 kg
- Füstfejlesztő, vörösfoszfor-töltetű (SMK-RP Mk.3) – füstfüggöny legalább 140 másodpercen át 
 Hossza: 841 mm, tömege: 14,8 kg
- Látható fénnyel világító gránát (ILL-VIS Mk.3) – fényerő: nagyobb mint 1 200 000 cd; Működési idő: 50 másodperc; ereszkedési sebesség: 5 m/s 
 Hossza: 841 mm, tömege: 14,8 kg
- Infravörös fénnyel világító gránát (ILL-IR Mk.3) – magas infravörös kisugárzás, alacsony láthatóság, Működési idő: 50 másodperc; ereszkedési sebesség: 5 m/s 
 Hossza: 841 mm, tömege: 14,8 kg